# آیدا عبدالله‌یوا
آیدا حمدالله گیزه عبدالله‌یوا (به ترکی آذربایجانی: Aida Həmdulla qızı Abdullayeva) ‏(۱۳ آوریل ۱۹۲۲، باکو - ۶ دسامبر ۲۰۰۹) موسیقی‌دان و نوازنده هارپ آذربایجانی بود.
او در سال ۱۹۴۹ از کنسرواتوار دولتی چایکوفسکی مسکو فارغ‌التحصیل شد و در سال‌های ۱۹۵۰-۱۹۶۹ به عنوان تک نوازنده‌ی ارکستر سمفونی دولتی اوزیر حاجی‌بیف آذربایجان فعالیت داشت.
او در سال ۱۹۷۲ لقب هنرمند افتخار جمهوری سوسیالیستی آذربایجان شوروی را کسب کرده‌است.